# Municipio de Doylesport
El municipio de Doylesport (en inglés: Doylesport Township) es un municipio ubicado en el condado de Barton en el estado estadounidense de Misuri. En el año 2010 tenía una población de 231 habitantes y una densidad poblacional de 2,46 personas por km².

## Geografía
El municipio de Doylesport se encuentra ubicado en las coordenadas 37°36′16″N 94°13′7″O / 37.60444, -94.21861. Según la Oficina del Censo de los Estados Unidos, el municipio tiene una superficie total de 93.73 km², de la cual 93,18 km² corresponden a tierra firme y (0,58 %) 0,55 km² es agua.

## Demografía
Según el censo de 2010, había 231 personas residiendo en el municipio de Doylesport. La densidad de población era de 2,46 hab./km². De los 231 habitantes, el municipio de Doylesport estaba compuesto por el 92,21 % blancos, el 3,46 % eran amerindios y el 4,33 % eran de una mezcla de razas. Del total de la población el 1,73 % eran hispanos o latinos de cualquier raza.